# ارس کوه‌های راکی
ارس کوه‌های راکی (نام علمی: Juniperus scopulorum) نام یک گونه از سرده ارس است.